# Microgaster nigromacula
Microgaster nigromacula är en stekelart som beskrevs av De Saeger 1944. Microgaster nigromacula ingår i släktet Microgaster och familjen bracksteklar. Inga underarter finns listade i Catalogue of Life.